# Bob Brown (motociclista)
Bob Brown (Sydney, 9 maggio 1930 – Stoccarda, 23 luglio 1960) è stato un pilota motociclistico australiano.
Nel Motomondiale ha vinto 1 gran premio nel 1959 al GP d'Olanda in Classe 350 che però quell'anno non era valido per il campionato mondiale. Nello stesso anno si è classificato terzo nella classifica iridata sia della classe 500 che della 350, raggiungendo il suo miglior risultato in carriera.

## Carriera
Brown si era trasferito in Europa agli inizi degli anni cinquanta per gareggiare in moto lasciando la sua attività di tassista; dopo aver gareggiato come privato, la prima occasione di gareggiare con una moto ufficiale gli venne nel motomondiale 1957, quando la Gilera si trovò nella necessità di sostituire l'infortunato Geoff Duke in occasione del Tourist Trophy; ottenne in questa occasione due terzi posti, sia in 350 che in 500. Questa buona prova non portò però ulteriori risultati, visto anche il ritiro della Gilera dalle gare, avvenuto al termine di quella stagione.
Dopo aver gareggiato nuovamente con moto private, nel 1960 venne ingaggiato dalla Honda per correre nelle piccole cilindrate. Perse la vita in un incidente durante le prove del GP della Germania Ovest nel 1960.

## Risultati nel motomondiale

### Classe 125
| 1960 | Classe | Moto   |    |  |   |    |    |  |  |  |  | Punti | Pos. |
| ---- | ------ | ------ | -- |  | - | -- | -- |  |  |  |  | ----- | ---- |
| 1960 | 125    | Ducati | NE |  | - | 10 | NP |  |  |  |  | 0     |      |

| Legenda | 1º posto        | 2º posto            | 3º posto            | A punti      | Senza punti        | Grassetto – Pole position Corsivo – Giro più veloce |
| Legenda | Gara non valida | Non qual./Non part. | Ritirato/Non class. | Squalificato | '-' Dato non disp. | Grassetto – Pole position Corsivo – Giro più veloce |

### Classe 250
| 1956 | Classe | Moto |   |   |   |   |   |   |  |  |  | Punti | Pos. |
| ---- | ------ | ---- | - | - | - | - | - | - |  |  |  | ----- | ---- |
| 1956 | 250    | NSU  | - | - | - | 5 | - | - |  |  |  | 2     | 12º  |

| 1957 | Classe | Moto |   |     |   |   |   |     |  |  |  | Punti | Pos. |
| ---- | ------ | ---- | - | --- | - | - | - | --- |  |  |  | ----- | ---- |
| 1957 | 250    | NSU  | - | Rit | - | - | 4 | Rit |  |  |  | 3     | 14º  |

| 1958 | Classe | Moto |   |   |    |   |   |   |   |  |  | Punti | Pos. |
| ---- | ------ | ---- | - | - | -- | - | - | - | - |  |  | ----- | ---- |
| 1958 | 250    | NSU  | 4 | - | NE | - | - | - | - |  |  | 3     | 14º  |

| 1960 | Classe | Moto  |    |   |   |   |    |  |  |  |  | Punti | Pos. |
| ---- | ------ | ----- | -- | - | - | - | -- |  |  |  |  | ----- | ---- |
| 1960 | 250    | Honda | NE | 4 | - | - | NP |  |  |  |  | 3     | 11º  |

| Legenda | 1º posto        | 2º posto            | 3º posto            | A punti      | Senza punti        | Grassetto – Pole position Corsivo – Giro più veloce |
| Legenda | Gara non valida | Non qual./Non part. | Ritirato/Non class. | Squalificato | '-' Dato non disp. | Grassetto – Pole position Corsivo – Giro più veloce |

### Classe 350
| 1955 | Classe | Moto |    |  |  |  |    |  |  |  |  | Punti | Pos. |
| ---- | ------ | ---- | -- |  |  |  | -- |  |  |  |  | ----- | ---- |
| 1955 | 350    | AJS  | NE |  |  |  | 11 |  |  |  |  | 0     |      |

| 1956 | Classe | Moto |   |   |   |   |   |   |  |  |  | Punti | Pos. |
| ---- | ------ | ---- | - | - | - | - | - | - |  |  |  | ----- | ---- |
| 1956 | 350    | AJS  | - | - | - | - | 6 | - |  |  |  | 1     | 17º  |

| 1957 | Classe | Moto               |   |   |   |   |   |   |  |  |  | Punti | Pos. |
| ---- | ------ | ------------------ | - | - | - | - | - | - |  |  |  | ----- | ---- |
| 1957 | 350    | Gilera e Velocette | - | 3 | - | 5 | - | 8 |  |  |  | 6     | 7º   |

| 1958 | Classe | Moto         |    |   |    |   |   |   |   |  |  | Punti | Pos. |
| ---- | ------ | ------------ | -- | - | -- | - | - | - | - |  |  | ----- | ---- |
| 1958 | 350    | Norton e AJS | 14 | - | 13 | - | - | - | 6 |  |  | 1     | 15º  |

| 1959 | Classe | Moto   |   |   |   |    |    |   |   |   |  | Punti | Pos. |
| ---- | ------ | ------ | - | - | - | -- | -- | - | - | - |  | ----- | ---- |
| 1959 | 350    | Norton | 8 | 7 | - | NE | NE | 3 | 2 | 3 |  | 14    | 3º   |

| 1960 | Classe | Moto   |   |   |   |    |    |  |  |  |  | Punti | Pos. |
| ---- | ------ | ------ | - | - | - | -- | -- |  |  |  |  | ----- | ---- |
| 1960 | 350    | Norton | 4 | - | 4 | NE | NP |  |  |  |  | 6     | 6º   |

| Legenda | 1º posto        | 2º posto            | 3º posto            | A punti      | Senza punti        | Grassetto – Pole position Corsivo – Giro più veloce |
| Legenda | Gara non valida | Non qual./Non part. | Ritirato/Non class. | Squalificato | '-' Dato non disp. | Grassetto – Pole position Corsivo – Giro più veloce |

### Classe 500
| 1955 | Classe | Moto      |  |  |    |  |    |   |  |  |  | Punti | Pos. |
| ---- | ------ | --------- |  |  | -- |  | -- | - |  |  |  | ----- | ---- |
| 1955 | 500    | Matchless |  |  | 16 |  | 11 | 5 |  |  |  | 2     | 20º  |

| 1956 | Classe | Moto      |  |  |     |  |   |  |  |  |  | Punti | Pos. |
| ---- | ------ | --------- |  |  | --- |  | - |  |  |  |  | ----- | ---- |
| 1956 | 500    | Matchless |  |  | Rit |  | 2 |  |  |  |  | 62    | 8º   |

| 1957 | Classe | Moto   |  |   |  |  |  |  |  |  |  | Punti | Pos. |
| ---- | ------ | ------ |  | - |  |  |  |  |  |  |  | ----- | ---- |
| 1957 | 500    | Gilera |  | 3 |  |  |  |  |  |  |  | 4     | 9º   |

| 1958 | Classe | Moto         |   |    |    |   |   |   |     |  |  | Punti | Pos. |
| ---- | ------ | ------------ | - | -- | -- | - | - | - | --- |  |  | ----- | ---- |
| 1958 | 500    | Norton e BMW | 3 | 10 | 16 | 6 | 6 | 7 | Rit |  |  | 6     | 12º  |

| 1959 | Classe | Moto   |   |   |   |   |   |    |   |   |  | Punti | Pos. |
| ---- | ------ | ------ | - | - | - | - | - | -- | - | - |  | ----- | ---- |
| 1959 | 500    | Norton | 9 | 3 | 3 | 2 | 4 | NE | 5 | 4 |  | 17    | 3º   |

| 1960 | Classe | Moto   |   |   |   |   |    |  |  |  |  | Punti | Pos. |
| ---- | ------ | ------ | - | - | - | - | -- |  |  |  |  | ----- | ---- |
| 1960 | 500    | Norton | 3 | 6 | 2 | 3 | NP |  |  |  |  | 15    | 4º   |

| Legenda | 1º posto        | 2º posto            | 3º posto            | A punti      | Senza punti        | Grassetto – Pole position Corsivo – Giro più veloce |
| Legenda | Gara non valida | Non qual./Non part. | Ritirato/Non class. | Squalificato | '-' Dato non disp. | Grassetto – Pole position Corsivo – Giro più veloce |